# میکائیل استفان
میکائیل استفان (انگلیسی: Mickaël Stéphan؛ زادهٔ ۱۷ دسامبر ۱۹۷۵) بازیکن فوتبال اهل فرانسه است.
از باشگاه‌هایی که در آن بازی کرده‌است می‌توان به باشگاه فوتبال آنژه اشاره کرد.